# Linda Sundblad

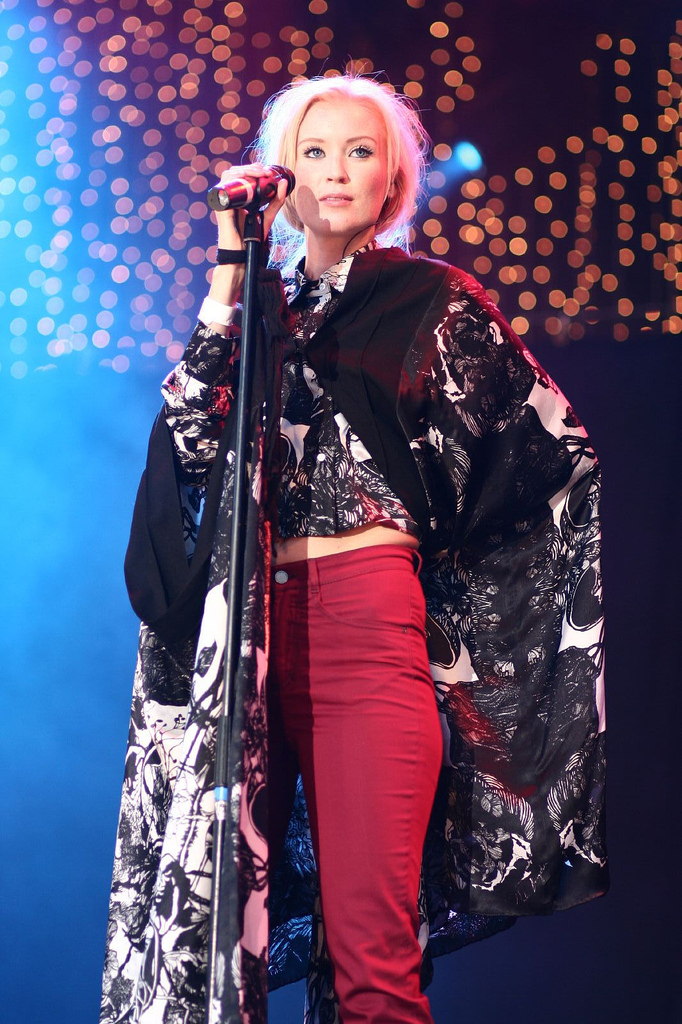
Linda Sundblad beim Stockholm Stolt 2007.

Linda Sundblad (* 5. Juli 1981 in Lidköping) ist eine schwedische Sängerin.

## Leben
Linda Sundblad verließ bereits mit 15 Jahren die Schule, um Mitglied in der Band Lambretta zu werden.
Nach drei gemeinsamen Alben verließ sie die Gruppe im Herbst des Jahres 2005 und begann eine Solokarriere. Ihr Debüt hatte sie 2006, im September desselben Jahres erschien ihre erste Single Oh Father, die in Schweden ein Nummer-eins-Hit wurde und für die Grammys nominiert wurde.
Seit Mitte 2005 arbeitet sie nebenbei als Model unter anderem für L’Oréal und Munthe plus Simonsen.
Am 28. September 2007 wurde ihre erste Single Oh Father auch in Deutschland, Österreich und Schweiz veröffentlicht. Linda Sundblad wurde ein Jahr später, am 28. Juli 2008, als Moderatorin des Senders Sveriges Radio für die Sendung P3 Star verpflichtet. Sie sang zweimal für den Schwedischen House-DJ Rasmus Faber: auf der Single „Everything Is Alright“, die am 22. November 2008 erschien, und auf der Single „Always“, die am 26. April 2009 erschien. Die Songs sind Teil von Rasmus Fabers Debütalbum „Where We Belong“.

## Melodifestivalen 2011
Linda Sundblad nahm am Melodifestivalen 2011, der schwedischen Auswahl für den Eurovision Song Contest 2011, teil. Sie konkurrierte im dritten Halbfinale am 19. Februar 2011 im Cloetta Center, Linköping, mit dem Song „Lucky You“, belegte den sechsten Platz und konnte sich nicht für das Finale qualifizieren.

## Diskografie
Für Veröffentlichungen mit Lambretta siehe hier.

### Alben
| Jahr | Titel      | Höchstplatzierung, Gesamtwochen, AuszeichnungChartsChartplatzierungen (Jahr, Titel, Platzierungen, Wochen, Auszeichnungen, Anmerkungen) | Anmerkungen |
| Jahr | Titel      | SE | Anmerkungen |
| ---- | ---------- | --- | ----------- |
| 2006 | Oh My God! | SE11 (6 Wo.)SE |             |
| 2010 | Manifest   | SE36 (1 Wo.)SE |             |

### Singles
| Jahr | Titel Album                | Höchstplatzierung, Gesamtwochen, AuszeichnungChartplatzierungen (Jahr, Titel, Album, Platzierungen, Wochen, Auszeichnungen, Anmerkungen) | Höchstplatzierung, Gesamtwochen, AuszeichnungChartplatzierungen (Jahr, Titel, Album, Platzierungen, Wochen, Auszeichnungen, Anmerkungen) | Anmerkungen                                      |
| Jahr | Titel Album                | DE | SE | Anmerkungen                                      |
| ---- | -------------------------- | --- | --- | ------------------------------------------------ |
| 2003 | Faraway Vol. 2 Reflections | DE43 (5 Wo.)DE | — | Erstveröffentlichung: Juni 2003 mit Apocalyptica |
| 2006 | Oh Father Oh My God!       | — | SE1 (18 Wo.)SE |                                                  |
| 2006 | Lose You Oh My God!        | — | SE2 (7 Wo.)SE |                                                  |
| 2009 | 2 All My Girls Manifest    | — | SE50 (3 Wo.)SE |                                                  |
| 2010 | Let’s Dance Manifest       | — | SE7 (5 Wo.)SE |                                                  |

Weitere Singles
- 2007: Back in Time
- 2007: Who (Q Boy)
- 2007: Cheat

### Andere Projekte
Singles
mit Apocalyptica
- 2003: Faraway Vol.2

mit Rasmus Faber
- 2008: Everything Is Alright
- 2009: Always

mit Kleerup
- 2009: History

## Fernsehauftritte
- 2005: Vi i femman
- 2006: Studio Virtanen
- 2006: Bingolotto
- 2006–2007: Nyhetsmorgon
- 2006–2007: FörKväll
- 2007: Sommarkrysset